# Nihil novi
Nihil novi es una expresión latina que significa "nada nuevo" (o "nada de nuevo").
Nihil novi es un término general para Nihil novi nisi commune consensu (no hay nada de nuevo sin el consenso de todos), un estatuto legal polaco de 1505, también conocido como Nada de nosotros sin nosotros. La frase nihil novi es también usada como una abreviación para la frase en latín, nihil novi sub sole (o sub sole nihil novi est), que quiere decir nada nuevo bajo el sol que apareció por primera vez en la Vulgata del s. IV, en Eclesiastés 1, 9.

## Nihil novi nisi commune consensu
Fue una victoria importante de la nobleza polaca (szlachta) sobre los reyes. Esta ley (llamada de "constitución" en Polonia) prohibió al rey aprobar nuevas leyes sin el consentimiento de los representantes de la szlachta (el Sejm y el Senado), con excepción de aquellas leyes relacionadas con las ciudades reales, las tierras de la corona (królewszczyzny), las minas, los feudos, los campesinos y los judíos. 
Esta ley sustituyó al privilegio de Mielnik (przywilej mielnicki, que sólo fortalecía a los más ricos) y estableció, de esta manera, un equilibrio de fuerzas a favor del Sejm (parlamento), donde la baja nobreza adquirió más poderes. Esta ley está frecuentemente considerada como el inicio del período de la Historia de Polonia conocido como Democracia de los Nobles.
La ley fue aprobado por el rey Alejandro I Jagellón durante la sesión del Sejm en Radom el día 3 de mayo de 1505.
Ese mismo año, la szlachta continuó expandiendo sus poderes al eliminar el derecho a voto de la mayoría de las ciudades y prohibió a los campesinos dejar sus tierras sin el permiso de su señor feudal, de este modo estableciendo firmemente la servidumbre en Polonia. 

### Texto de la ley
«Una vez que las leyes generales y actos públicos no se aplican a una única persona mas a una nación entera, por lo tanto, en esta dieta general en Radom, juntamente con todos los prelados, consejos y diputados de la tierra de nuestro reino, nos consideramos legítimos y justos, tanto como decididos, que de ahora en adelante nada nuevo puede ser decidido por nosotros y nuestros sucesores, sin el consenso común de los senadores y diputados de la tierra, que sería nocivo o oneroso a la República (Rzeczpospolita) y perjudicial o injurioso a cualquier hombre, o que alteraría la ley general y la libertad pública.»